# Hoy tengo ganas de ti
Hoy tengo ganas de ti è un brano musicale del 2013 del cantante messicano Alejandro Fernández in collaborazione con la cantautrice statunitense Christina Aguilera.

## Descrizione
Il brano è una cover di Hoy tengo ganas de ti pubblicata nel 1976 del cantautore spagnolo Miguel Gallardo.
È stato pubblicato come singolo di lancio del quindicesimo album in studio di Fernàndez, Confidencias, ed è stato utilizzato come sigla della telenovela messicana La tempestad.

## Classifiche
| Classifiche (2013)                      | Posizione |
| --------------------------------------- | --------- |
| Messico (Billboard Mexican Airplay)     | 3         |
| Messico (Monitor Latino)                | 1         |
| Spagna (PROMUSICAE)                     | 4         |
| Stati Uniti Hot Latin Songs (Billboard) | 5         |
| Stati Uniti Latin Pop Songs (Billboard) | 13        |